# Happy Birthday (film, 2013)
Pour les articles homonymes, voir Happy Birthday.
Pour plus de détails, voir Fiche technique et Distribution.
Happy Birthday est un court métrage danois de 24 minutes réalisé par Lasse Nielsen, tourné au Danemark et sorti en 2013.

## Synopsis
Le film traite de la situation frustrante que peuvent connaître certains jeunes vers l'âge du consentement envers des personnes du même sexe. Le personnage principal qui s'achemine vers ses 15 ans (âge du consentement au Danemark) se rajoute quelques années pour entrer en contact avec une personne... L'adulte fera la morale au mineur à la suite de leur prise de rendez-vous sur un lieu de drague. Ce court métrage ne fait pas l'apologie de la pédophilie mais met en lumière le dilemme que rencontre les adolescents et l'ignorance des adultes sur la sexualité réelle des enfants, pré-ados, adolescents.

## Fiche technique
- Titre : Happy Birthday
- Réalisation : Lasse Nielsen
- Scénario : Lasse Nielsen et Bent Petersen
- Photographie : Gerald Herman
- Montage : Georg Müller
- Pays :  Danemark
- Genre : drame et romance
- Durée : 24 minutes
- Dates de sortie : 
  -  Danemark : 2013

## Distribution
- Jos Gylling : l'adulte
- Mathias Hartmann Niclasen : Thomas, l'adolescent